# Pelle Mug
Pelle Mug (Enter 1934 - 2021) was een Nederlands voormalig politicus.

## Politieke biografie
Al in 1972 was Mug bezig om progressieve partijen bij elkaar te krijgen want dan zouden ze  sterker staan. Het volk wilde wel maar de politiek moest posities opgegeven en dat wilden ze niet. Het was misschien beter om een soort federatie aan te gaan zodat de partijen hun eigenheid konden bewaren aldus Mug, principieel voorstander van openheid, en wilde de onderhandelingen in 1974 voor een college met D66, PSP en CPN openbaar maken maar dat mislukte en werd er toch besloten vergaderd.
Mug werd in 1974 fractievoorzitter van de Partij van de Arbeid in de gemeenteraad van Amsterdam tijdens het Kabinet-Den Uyl. Die progressieve samenwerking wilde Mug in Amsterdam ook wel maar het   liep uit op een vechtcoalitie van sociaaldemocraten, communisten, pacifisten en de radicalen.  Na anderhalf jaar was het alweer gedaan met de samenwerking. Mug werkte samen met de de burgemeesters Ivo Samkalden en Wim Polak en met politici als Jan Schaefer, Wim Sinnege en Ed van Thijn. Belangrijke dosssiers waren de bomaanslag op de metro en Nieuwmarktrellen in 1975 en de Krakersrellen en het Kroningsoproer in 1980.
Binnen de almachtige PvdA stond Mug tegenover behoudende politici, waaronder Han Lammers, die pleitte voor aanleg van de metro en schaalvergroting terwijl Mug meer pleitte voor kleinschalige stedelijke vernieuwing en meer inspraak voor de bevolking.

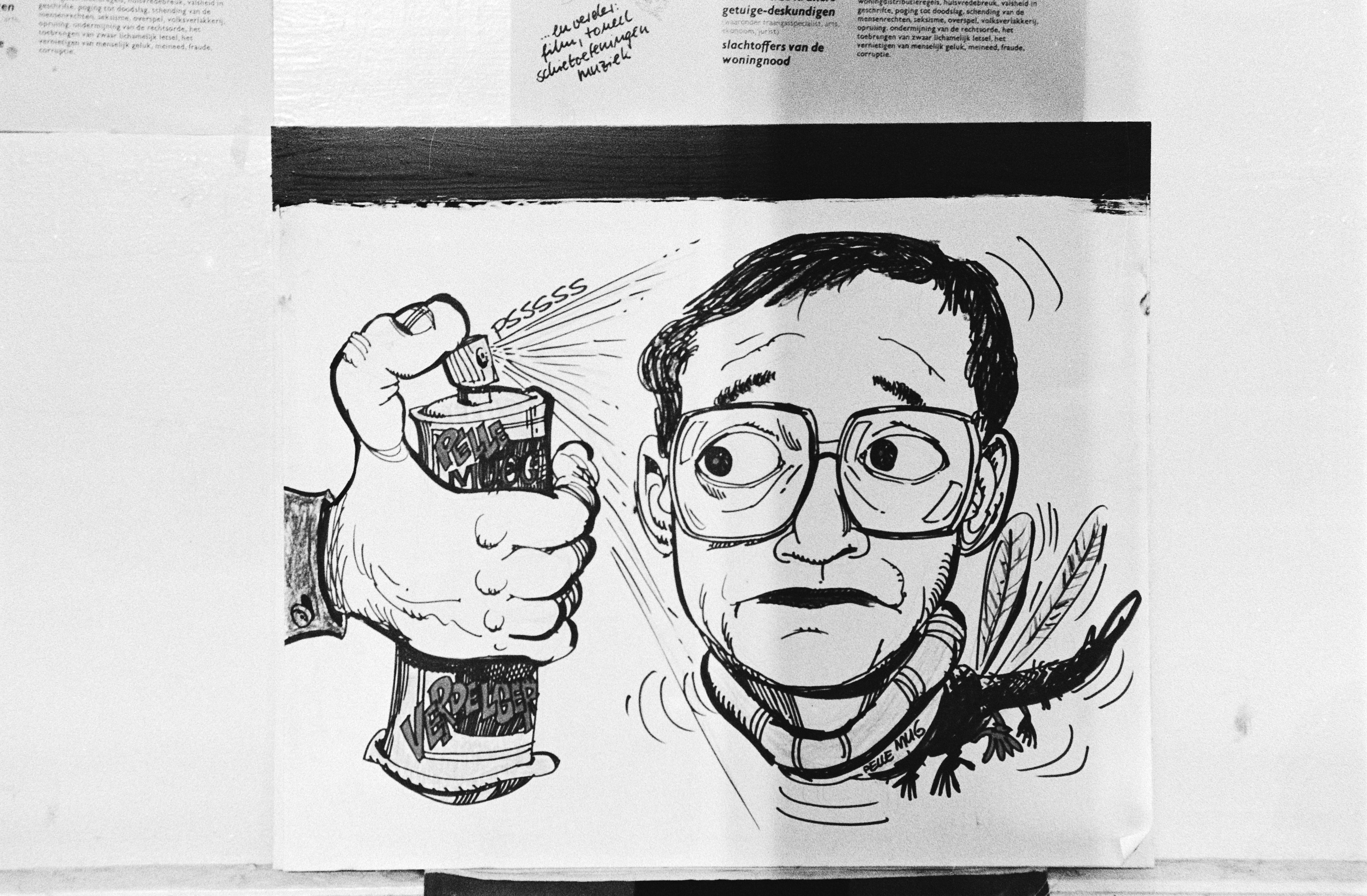
Spotprent Mug 1980

Als fractievoorzitter was Mug indiener van een motie van wantrouwen tegen onderwijswethouder Rudi van der Velde die echter niet werd gesteund ook niet door zijn eigen partij en stond zijn fractievoorzitterschap ter discussie. In 1980 werd Mug gevraagd wethouder van Financiën te worden maar struikelde toen in de pers berichten opdoken over een woning aan de Lijnbaansgracht die hij niet helemaal volgens de regels zou verhuren. Een woning bovendien, waarvan ook een deel als bordeel werd gebruikt. Zijn tegenstanders verzonnen de leus: "Even vlug? Dan naar Mug!" Ook enkele partijgenoten waaronder Jan Schaefer maakten er een kwestie van en toen was het gedaan met de carrière van Mug in de raad en verdween uit de politiek. Uit een door Mug geëist onderzoek bleek drie jaar later dat hij niets verkeerd had gedaan. Ik ben te goed van vertrouwen en flapuit en in de politiek word je daar op afgerekend volgens Mug. 
In 1992 verhuisde Mug terug naar zijn geboorte dorp Enter, onderdeel van de gemeente Wierden, en was in de gemeente betrokken bij de oprichting van Platform Progressieve Wierden dat bij de gemeenteraadsverkiezingen van 1998 drie zetels behaalde. Mug werd 
fractievoorzitter en bleef daar jarenlang actief. Mug kreeg voor elkaar wat landelijk maar niet wilde lukken, een bundeling van progressieve partijen. In 2020 werd de naam van het Platform veranderd in Progressief Wierden. Mug overleed in 2021 op 87-jarige leeftijd en was de laatste jaren niet meer politiek actief.